# Bulbophyllum berenicis
Bulbophyllum berenicis là một loài phong lan thuộc chi Bulbophyllum.